# Таура
Таура (њем. Taura) општина је у њемачкој савезној држави Саксонија. Једно је од 61 општинског средишта округа Средња Саксонија. Према процјени из 2010. у општини је живјело 2.575 становника. Посједује регионалну шифру (AGS) 14522550.

## Географски и демографски подаци
Таура се налази у савезној држави Саксонија у округу Средња Саксонија. Општина се налази на надморској висини од 304 метра. Површина општине износи 11,1 km². У самом мјесту је, према процјени из 2010. године, живјело 2.575 становника. Просјечна густина становништва износи 232 становника/km².